# Duars Orientals
El Duars Orientals (Eastern Duars) foren una comarca del districte de Goalpara a la província de Bengala Oriental i Assam i després a la província d'Assam. Limitava al nord amb Bhutan, a l'est amb el riu Manas (que els separava del districte de Kamrup), al sud amb la part principal del districte de Goalpara; i a l'oest amb els rius Gangadhar i Sankosh que els separaven dels Duars Occidentals, i l'estat de Koch Bihar.
La superfície era de 4066 km² i la població (1901) de 72.072 habitants (el 1869-1870 s'havia estimat en 37.047 amb 2863 pobles, el 1881 la població era de 56.136 habitants). Els rius principals eren: Manas, Dalani, Pakajdni, Af, Kanamakra, Champamati, Gaurang, Saralbhanga, Gangia, Gurupala, i Gangadhar. La principal ciutat era Bijni però la capital era Dhubri que ho era del districte de Goalpara. La població era de majoria koch (rajbansi) i cachari o mech.
El Duars orientals n'eren cinc:
- Bijni, de 969 km² i 25.859 habitants (1881: 24.882)
- Sidli, de 935 km² i 31.509 habitants (1881: 23.657)
- Chirang, de 1282 km² i 1.081 habitants (1881: 1216)
- Ripu, de 627 km² i 2.425 habitants (1881: 3.040)
- Guma, de 254 km² i 11.198 habitants (1881: 3341)

Bijni formava un zamindari, mentre que Chirang, Ripu i Guma formaven dues mauzes, i Sidli en formava tres. El 1865 el raja de Bijni va reclamar el territori al·legant que la seva família ocupava la posició de propietaria hereditària de l'estat com a feudataris de Bhutan; la mateixa al·legació va fer el raja de Sidli. Es va fer un acord provisional per set anys el 1870 amb els dos rages (el de Bijni representat per la junta de corts, ja que era menor). El mateix acord per set anys es va fer ambs els rages de Chirang, Ripu i Guma. Després de la cessió de 7 anys (1870-1877), es va posar fi al sistema i el següent acord es va fer directament amb els camperols a través de representants dels poblets (mauzadars). Els rages de Bijni i Sidli van pletejar i el 1882 el govern va haver de reconèixer el seu títol i la seva propietat hereditària i va decidir que 52.000 hectàrees havien de ser assignades al raja de Bijni i 68.000 al de Sidli, però els dos rages van rebutjar la proposta i l'administració va seguir en mans del govern, reben el raja de Sidli el 20% dels ingressos i el de Bijni el 7%. L'acord va restar vigent amb Sidli però es va modificar amb Bijni al que es va concedir el territori per deu anys (1901-1911) pagant el 20% dels ingressos.
Els rages de Bijni i Sidli eren branques dels rages de Darrang, al seu torn una branca dels reis de Koch Bihar. Una part dels Duars foren feudataris dels ahoms i altres del bhúties. Quan Koch Bihar va passar sota protectorat britànic el 1772 els duars bhutanesos, com eren anomenats, van romandre sota feu de Bhutan, però n'hi havia uns altres que eren feudataris dels ahom d'Assam. Sembla que quan el regne dels ahom va caure en poder dels birmans vers 1819, o ja abans, la resta dels Duars va passar també a domini bhutanès, segurament només pel cobrament d'un tribut. Al final del 1864 va esclatar la guerra entre Britànics i Bhutan que es va acabar el 1865 amb la cessió dels Duars a perpetuitat, els quals foren annexionats rebent el raja de Bhutan una quantitat. Inicialment van formar una comarca sota autoritat d'un subcomissionat amb seu a Datma a la pargana de Khuntaghat. El desembre de 1866 foren reunits al districte de Goalpara que llavors depenia de Bengala però el 1874 formà part de la nova província d'Assam.